# Штурмман

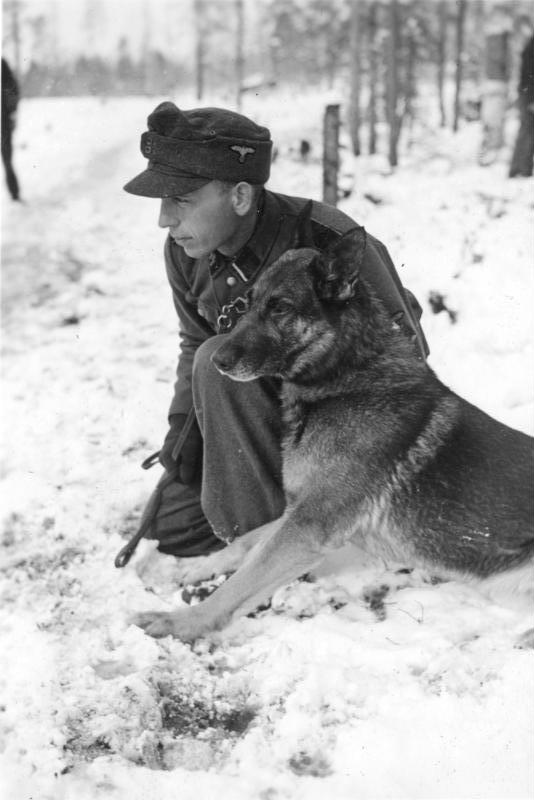
Ваффен-СС, тут CC-Шту́рманн з німецькою вівчаркою на занятті

CC-Шту́рманн (нім. SS-Sturmmann, «штурмовик СС») — військове звання СС та СА, яке існувало з 1921 по 1945. Відповідало званню єфрейтор у вермахті.
Своє походження звання веде з часів Першої світової війни, коли в передових штурмових підрозділах (також відомі як «ударні війська») створювалися штурмові групи для прориву фортифікаційних споруд противника.
Після поразки Німеччини в 1918 штурманнами починають звати напіввійськові реваншистські формування так званого «вільного корпусу» (нім. Freikorps), створеного з колишніх військовослужбовців, незадоволених підсумками Версальського миру.
З 1921 з штурманнів створюють напіввійськові організації, (майбутню СА) для охорони нацистської партії та боротьбі з лівими партіями післявоєнного періоду.
Звання штурманн присвоювалося після служби в лавах СА від 6 місяців до 1 року та наявності базових знань та здібностей.
Штурманн стає старшим над званням манн, за винятком СС, де в 1941 окремо вводиться звання оберманн, а в частинах Ваффен-СС вводиться звання обершутце.
Знаки розрізнення CC-Штурмманна Ваффен-СС

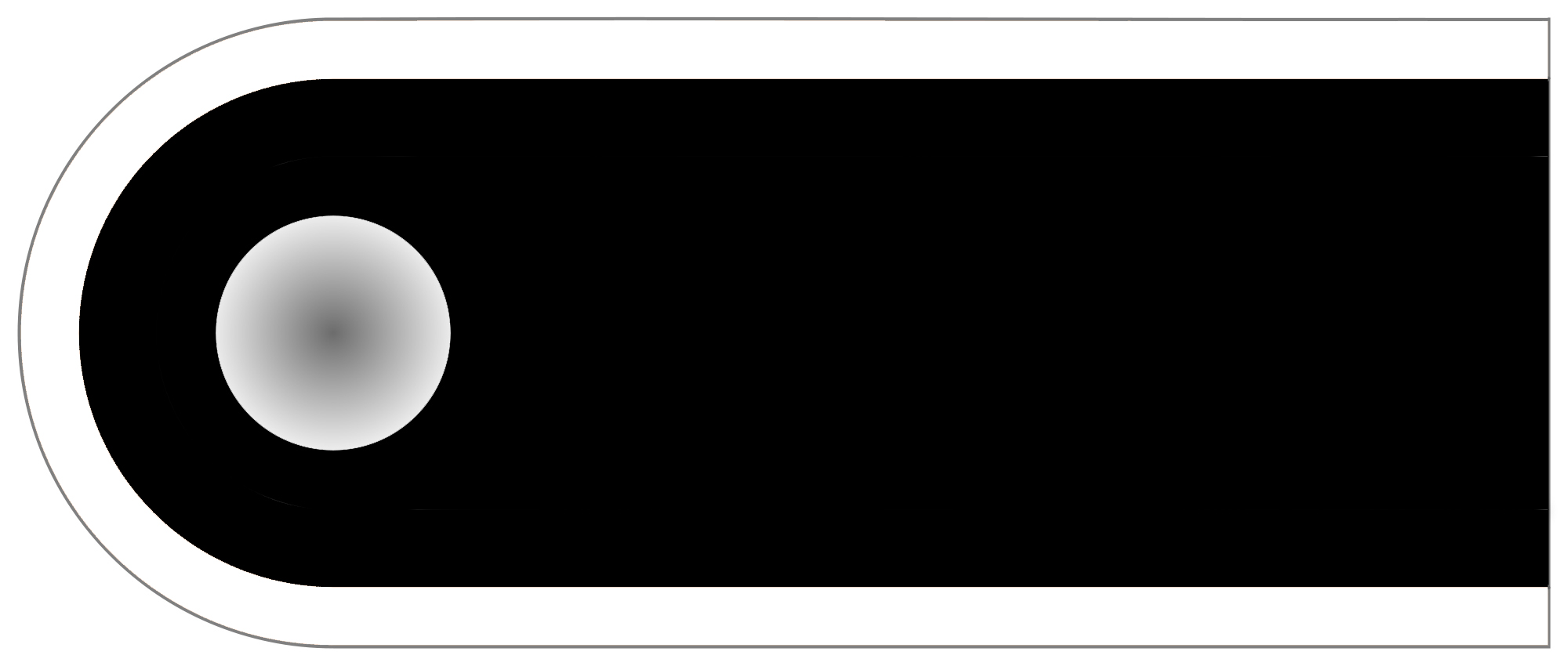
Погон рядового складу фельдграу Ваффен-СС
Петлиця СС-Штурманна СС з 1934 до 1940
Петлиця CC-Штурманна Загальних військ СС з 1940 до 1945
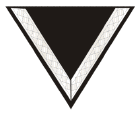
Нарукавний шеврон